# Ipalameer
Het Ipalameer (Spaans: Laguna de Ipala) is een kratermeer in Guatemala. Het meer bevindt zich in het zuidoosten van het departement Chiquimula op de bodem van de 1 kilometer wijde krater van de vulkaan Ipala. Het meer heeft een oppervlakte van 0,52 km² en ligt op een hoogte van 1493 meter.